# Alessandro Ballan
Alessandro Ballan (Castelfranco Véneto, Véneto, 6 de noviembre de 1979) es un ciclista italiano que fue profesional desde el año 2004 hasta inicios de 2014. Su apodo, Bontempino, es un diminutivo por el parecido que tiene con Guido Bontempi.[cita requerida]

## Biografía
Ballan pasó a profesionales en 2004 con el equipo Lampre. En su primera temporada, Ballan trabajó para otros corredores como Romāns Vainšteins y Gianluca Bortolami.
En 2005, Ballan se preparó para las carreras de primavera ganando una etapa y quedando segundo en la clasificación de los Tres días de la Panne. En el Tour de Flandes consiguió una meritoria sexta plaza. Ese año también conseguiría ganar una etapa en el Tour del Beneloux o Eneco Tour.
En 2006 se preparó de nuevo para la primavera y consiguió el triunfo en el Trofeo Laigueglia y la segunda plaza en el GP Escalda Flandes por detrás Tom Boonen. también consiguió la tercera plaza en la clasificación general de la Tirreno-Adriático. Volvió a tener una actuación destacada en el Tour de Flandes siendo 5º. Fue tercero en la París-Roubaix. En el Tour de Francia buscó ganar alguna etapa pero se quedó con la miel en los labios acabando segundo en una de ellas.
En 2007 Ballan ganó los Tres Días de La Panne. Ballan consiguió lo que hasta entonces sería su mayor logro, ganar el  Tour de Flandes, consiguió la victoria al sprint por delante del favorito local Leif Hoste de Bélgica. En esa misma temporada ganaría la Vattenfall Cyclassics.
En 2008 se preparó de nuevo para la primavera y aunque no consiguió ninguna victoria, es de destacar la tercera posición conseguida en la París-Roubaix. En septiembre participó en la Vuelta España consiguiendo una victoria en la séptima etapa, era una jornada de montaña en la que consiguió escaparse con un grupo de corredores y ser el más fuerte de todos ellos en el último puerto final. 
Pero el momento más importante de su carrera llegó el 28 de septiembre de 2008. En los mundiales de Varese, Italia, se proclamó campeón del mundo de ruta, tras lanzar un duro ataque a dos kilómetros de meta, con lo que llegó en solitario a la meta para la alegría del público italiano.
En abril de 2010 fue suspendido cautelarmente por su equipo, el BMC, al estar implicado en una investigación antidopaje por asuntos de dos años atrás cuando militaba en la formación del Lampre.
El 20 de diciembre de 2012, sufrió una caída mientras descendía a más de 50 km/h el valenciano Coll de Rates. La caída le produjo la rotura de varias costillas y doble fractura en la pierna izquierda además de tenerle que extirpar el bazo.
Finalmente el 17 de enero de 2014 salió la sentencia del CONI contra Ballan, con motivo de la investigación que estaban llevando contra él cuando militaba en el conjunto Lampre. Esta sanción fue de dos años sin competir y 2000 € de multa. Debido a esto, el BMC Racing, su equipo por aquel entonces, puso fin al contrato de Alessandro.
En marzo de 2016, poco después de cumplir la sanción, hizo oficial su retirada.

## Palmarés
| 2005 - 1 etapa de los Tres Días de La Panne - 1 etapa del Tour del Benelux 2006 - Trofeo Laigueglia 2007 - Tour de Flandes - Tres Días de La Panne - Vattenfall Cyclassics 2008 - 1 etapa de la Vuelta España - Campeonato Mundial en Ruta | 2009 - Tour de Polonia, más 1 etapa 2010 - 3.º en el Campeonato de Italia en Ruta 2012 - Giro de Toscana - 1 etapa del Eneco Tour |

## Resultados

### Grandes Vueltas
| Carrera | Carrera         | 2004 | 2005 | 2006 | 2007 | 2008 | 2009 | 2010 | 2011 | 2012  | 2013 |
| ------- | --------------- | ---- | ---- | ---- | ---- | ---- | ---- | ---- | ---- | ----- | ---- |
|         | Giro de Italia  | —    | —    | —    | —    | —    | —    | —    | —    | 103.º | —    |
|         | Tour de Francia | —    | —    | 66.º | 88.º | 91.º | 95.º | 87.º | —    | —     | —    |
|         | Vuelta a España | —    | —    | —    | —    | Ab.  | Ab.  | —    | —    | 63.º  | —    |

### Clásicas, Campeonatos y JJ. OO.
| Carrera                 | Carrera                 | 2004  | 2005  | 2006 | 2007 | 2008 | 2009 | 2010 | 2011 | 2012  | 2013 |
| ----------------------- | ----------------------- | ----- | ----- | ---- | ---- | ---- | ---- | ---- | ---- | ----- | ---- |
| Omloop Het Nieuwsblad   | Omloop Het Nieuwsblad   | —     | —     | —    | —    | —    | —    | 68.º | —    | 38.º  | —    |
| Kuurne-Bruselas-Kuurne  | Kuurne-Bruselas-Kuurne  | 100.º | —     | —    | —    | —    | —    | —    | —    | 112.º | —    |
| Strade Bianche          | Strade Bianche          | —     | —     | —    | 16.º | 2.º  | Ab.  | —    | 2.º  | 4.º   | —    |
|                         | Milan San Remo          | —     | 52.º  | 8.º  | 55.º | 16.º | —    | 64.º | 4.º  | 8.º   | —    |
| A través de Flandes     | A través de Flandes     | —     | —     | —    | —    | —    | —    | —    | 41.º | —     | —    |
| E3 Harelbeke            | E3 Harelbeke            | 69.º  | —     | 2.º  | 10.º | 38.º | —    | 56.º | —    | 9.º   | —    |
| Gante-Wevelgem          | Gante-Wevelgem          | Ab.   | 51.º  | Ab.  | —    | 52.º | —    | Ab.  | 44.º | 22.º  | —    |
|                         | Tour de Flandes         | 82.º  | 6.º   | 5.º  | 1.º  | 4.º  | —    | 35.º | 12.º | 3.º   | —    |
|                         | París-Roubaix           | Ab.   | 47.º  | 3.º  | 61.º | 3.º  | —    | —    | 6.º  | 3.º   | —    |
| Flecha Brabanzona       | Flecha Brabanzona       | 18.º  | —     | Ab.  | Ab.  | Ab.  | —    | —    | —    | —     | —    |
| Amstel Gold Race        | Amstel Gold Race        | 90.º  | 104.º | —    | —    | 54.º | —    | 11.º | —    | —     | —    |
| Flecha Valona           | Flecha Valona           | Ab.   | —     | —    | —    | —    | —    | —    | —    | —     | —    |
|                         | Lieja-Bastoña-Lieja     | Ab.   | —     | 19.º | —    | —    | —    | —    | —    | —     | —    |
| HEW Cyclassics          | HEW Cyclassics          | 71.º  | 20.º  | 49.º | 1.º  | —    | —    | 32.º | —    | —     | —    |
| Gran Premio Plouay      | Gran Premio Plouay      | —     | 48.º  | —    | —    | 2.º  | 17.º | 19.º | —    | —     | —    |
| Clásica San Sebastián   | Clásica San Sebastián   | —     | —     | —    | 4.º  | Ab.  | —    | —    | —    | —     | —    |
| Gran Premio de Quebec   | Gran Premio de Quebec   | X     | X     | X    | X    | X    | X    | 6.º  | Ab.  | —     | —    |
| Gran Premio de Montreal | Gran Premio de Montreal | X     | X     | X    | X    | X    | X    | 10.º | Ab.  | —     | —    |
| París-Tours             | París-Tours             | —     | 92.º  | 43.º | —    | 32.º | 19.º | Ab.  | 57.º | 71.º  | —    |
|                         | Giro de Lombardía       | —     | Ab.   | 56.º | Ab,  | 14.º | 27.º | Ab.  | Ab.  | Ab.   | —    |
| Mundial en Ruta         | Mundial en Ruta         | —     | —     | 88.º | 52.º | 1.º  | 41.º | —    | —    | —     | —    |
| Italia en Ruta          | Italia en Ruta          | —     | —     | 4.º  | 24.º | 9.º  | 20.º | 3.º  | 8.º  | —     | Ab.  |

—: no participa

Ab.: abandono

X: ediciones no realizadas

## Equipos
- Lampre (2004-2009)
- BMC Racing Team (2010-2014)